# 観音山公園
座標: 北緯36度18分32秒 東経138度59分05秒 / 北緯36.308756度 東経138.984690度
観音山公園（かんのんやまこうえん）は群馬県高崎市の公園である。2003年に経営破綻により閉園したカッパピアの跡地などを高崎市が取得、再整備後に2016年3月に部分開園し、2017年7月に全面開園した。

## 園内の施設

### ケルナー広場
無料。公園南側にある。ドイツの遊具製作会社ケルナースティック社の遊具を設置している。なお、ケルナースティック社の遊具導入は全国の都市公園で初めてである。2018年3月に拡張し、幼児用遊具が新たに設置された。

### 芝生広場
無料。公園北側にある。

### 観音山公園プール
有料。公園南側にある。夏季開園。25メートルプール、せせらぎプール（流れ型プール）、幼児プール、じゃぶじゃぶプール、すべり台、噴水型遊具などがある。利用料金は小学生以上が1回100円。小学生未満は無料。